# Убе
Убе (јап. 宇部市) град је у Јапану у префектури Јамагучи. Према попису становништва из 2005. у граду је живело 178.955 становника.

## Становништво
Према подацима са пописа, у граду је 2005. године живело 178.955 становника.
| 1995.   | 2000.   | 2005.   |
| ------- | ------- | ------- |
| 182.771 | 182.031 | 178.955 |